# Underwoodia iuloides
Underwoodia iuloides är en mångfotingart som först beskrevs av Harger 1872.  Underwoodia iuloides ingår i släktet Underwoodia och familjen Caseyidae. Inga underarter finns listade i Catalogue of Life.